# Zachary Zorn
Zachary Zorn, noto anche come Zac Zorn (Dayton, 10 marzo 1947), è un ex nuotatore statunitense.
Specializzato nello stile libero, ha rappresentato la nazionale degli Stati Uniti ai Giochi olimpici estivi di Città del Messico 1968, gareggiando nel concorso dei 100 m stile liberio, dove ha concluso all'ottavo posto, e nella staffette 4x100 m stile libero dove ha vinto la medaglia d'oro, con i connazionali Stephen Rerych, Mark Spitz e Kenneth Walsh.
È stato primatista mondiale nella staffette 4x100 m stile libero.

## Palmarès
- Giochi olimpici

Città del Messico 1968: oro nella staffetta 4x100 m sl.